# Li Fubao
Li Fubao (Zhangjiakou, China; 23 de diciembre de 1955-Foshan, 23 de junio de 2025) [cita requerida] fue un futbolista chino que jugaba en tres posiciones.

## Carrera

### Club
| Periodo   | Club           |
| --------- | -------------- |
| 1974–1985 | Hebei          |
| 1985      | Jiangsu Sainty |

### Selección nacional
Jugó para China de 1978 a 1980 con la que anotó 6 goles en 12 partidos, uno de ellos en la Copa Asiática 1980 en la derrota por 1-2 ante Corea del Norte. También ganó la medalla de bronce en los Juegos Asiáticos de 1978.